# Anyphaenoides locksae
Espèce
Anyphaenoides locksae est une espèce d'araignées aranéomorphes de la famille des Anyphaenidae.

## Distribution
Cette espèce est endémique de Bahia au Brésil. Elle se rencontre à Central.

## Description
Le mâle holotype mesure 3,40 mm et la femelle paratype 3,75 mm, les mâles mesurent de 3,35 à 4,10 mm et les femelles de 2,80 à 4,40 mm.

## Étymologie
Cette espèce est nommée en l'honneur de Martha Locks.

## Publication originale
- Brescovit & Ramos, 2003 : A new species of the spider genus Anyphaenoides from Brazilian caatinga (Araneae, Anyphaenidae, Anyphaeninae). Journal of Arachnology, vol. 31, no 1, p. 145-147 (texte intégral).